# Sent Latgièr de Peire
Sent Latgièr de Peire (en francès Saint-Léger-de-Peyre) és un municipi francès situat al departament del Losera i a la regió d'Occitània.